# Oxyrhopus leucomelas
Espèce
Synonymes
- Tropidodipsas leucomelas Werner, 1916

Statut de conservation UICN

 LC  : Préoccupation mineure
Oxyrhopus leucomelas  est une espèce de serpents de la famille des Dipsadidae.

## Répartition
Cette espèce se rencontre :
- dans l'est de l'Équateur ;
- dans l'est du Pérou ;
- en Colombie ;
- au Venezuela.

## Description
L'holotype de Oxyrhopus leucomelas mesure 240 mm dont 54 mm pour la queue.

## Publication originale
- Werner, 1916 : Bemerkungen über einige niedere Wirbeltiere der Anden von Kolumbien mit Beschreibungen neuer Arten. Zoologische Anzeiger, vol. 47, p. 301-311 (texte intégral).